# Donkey Konga 3
Donkey Konga 3 es la tercera entrega de la saga de videojuegos musicales Donkey Konga creada por Namco y Nintendo para Nintendo Game Cube. Es la única entrega de la saga que no se ha comercializado fuera de Japón.
Al igual que Donkey Konga, Donkey Konga 2 y Donkey Kong: Jungle Beat, este juego ha sido diseñado para utilizar los Bongos DK. A pesar de que se puede jugar sin los bongos utilizando el mando de Game Cube, el juego pierde esencia al no utilizarlos.

## Lanzamiento
- 17 de marzo de 2005

## Personajes
En esta tercera entrega se pueden manejar hasta 4 personajes diferentes:
- Donkey Kong
- Diddy Kong
- Dixie Kong
- Funky Kong (nuevo)

## Canciones
Puesto que la única versión comercializada es la japonesa, todas estas canciones son de la misma versión.

### Versión Japonesa
1. Hana - Orange Range
2. Happy Days - Otsuka Ai
3. Baka Survivor (Bobobo Bobobobo opening #2) - Ulfuls
4. Start (Detective Conan opening #14) - Aiuchi Rina
5. Seishun Kyousou Kyoku (Naruto opening #5) - Sambomaster
6. Ignited (Gundam Seed Destiny opening #1) - T.M.Revolution
7. Rokoroushon
8. Rewrite (Full Metal Alchemist opening #4) - Asian Kung-fu Generation
9. Kimi ni Bump - Japan 2004 Single of the Year
10. GO!!! (Naruto opening #4) - FLOW
11. Kore Ga Watashi no Ikiru Michi - Puffy AmiYumi
12. Tomorrow
13. Tenohira wo Taiyou ni
14. BINGO
15. La Cucaracha
16. William Tell Overture
17. Eine kleine Nachtmusik - Mozart
18. Entertainer - Charlie Chaplin tune
19. Super Smash Brothers DX - Super Smash Bros. Melee
20. Kochira * Mona's Pizza - Mawaru Made in Wario (Wario Ware Twisted!)
21. Jungle Beat - Donkey Kong: Jungle Beat
22. Star Fox - Star Fox: Assault
23. Donkey's Groove - Donkey Konga 3
24. Banana Tengoku - Donkey Kong ending (Banana Kingdom)
25. Ashita ni Nattara - Donkey Kong opening
26. Touch - Touch opening (Iwasaki Yoshimi)
27. CHA-LA HEAD-CHA-LA - Dragonball Z opening (Kageyama Hironobu)
28. Ora wa Ninki Mono - Crayon Shin-chan opening
29. Mezase Pokémon Master - Pokémon opening
30. Katamari on the Rocks - Katamari Damacy
31. Kite Kite Atashinchi - Atashinchi ending
32. Tema de Fire Emblem
33. Do, re, mi, fa Daijoubu - Tema de Hajimete no Otsukai
34. Iiyudana
35. Yodel Tabe Houdai
36. Makkensanba II
37. Donkey Konga (adaptación del tema de Donkey Konga al estilo de NES)
38. Super Mario Bros. tema de Main/Chijou BGM
39. Zelda no Densetsu (versión de Legend of Zelda Famicom Disc System)
40. Tema de Super Mario Bros. 3
41. Tema de Balloon Fight
42. Hoshi no Kirby Yume No Izumi No Monogatari - Kirby's Adventure
43. Parthena no Kagami - Kid Icarus
44. Tema de Dr. Mario
45. Tema de Super Mario Bros.
46. Tema de Nazo no Murasamejou
47. Tema de Donkey Kong
48. Tema de Donkey Kong Jr.
49. Tema de Mario Bros
50. Tema de Ice Climber
51. Tema de Clu Clu Land
52. Tema de Pac-Man
53. Tema de Galaga
54. Tema de Galaxian
55. Tema de Dig Dug
56. Tema de Xevious
57. Tema de Rolling Thunder
58. Tema de Mappy
59. Tema de Tower of Druaga
60. Tema de Dragon Buster
61. Tema de Dig Dug II
62. Tema de Sky Kid
63. Tema de Star Luster
64. Tema de Battle City
65. Tema de Genpei ToumaDen
66. Tema de Yokai Douchuuki
67. Tema de Pac-Land
68. Tema de Warpman
69. Tema de Family Circuit
70. Tema de Family Jockey
71. Tema de Mappy-Land
72. Tema de Mappy Kids
73. Tema de Final Lap
74. Tema de The Quest of Ki
75. Tema de Metro-Cross
76. Tema de Valkyrie no Bouken
77. Tema de Babel no Tou

- Datos: Q10750288